# Георг Баварски
Георг Баварски, роден като Георг Франц Йозеф Леополд Мария Баварски (на немски: Georg Franz Josef Luitpold Maria Prinz von Bayern; * 2 април 1880, Мюнхен; † 31 май 1943, Рим) от династията на Вителсбахите, е до 1918 г. принц на Бавария и от 19 март 1921 г. католически свещеник и архиерей/„прелат“ на курията в Рим.

## Живот
Той е големият син, третото дете, на генерал принц Леополд Баварски (1846 – 1930) и съпругата му ерцхерцогиня Гизела Австрийска (1856 – 1932), втората дъщеря на император Франц Йосиф I от Австрия (1830 – 1916) и императрица Елизабет Баварска (1837 – 1898). Брат е на Конрад (1883 – 1969), Елизабет (1874 – 1957), омъжена 1893 г. за граф Ото фон Зеефрид (1870 – 1951) и на Августа (1875 – 1964), омъжена 1893 г. за ерцхерцог Йозеф Август Австрийски (1872 – 1962). Внук е на принц-регент Луитполд Баварски (1821 – 1912) и ерцхерцогиня Августа Фердинанда Австрийска (1825 – 1864). Баща му е брат на Лудвиг III († 1921), последният крал на Бавария, и внук на крал Лудвиг I.
На 1 април 1897 г. (един ден преди да стане на 17 години) принц Георг става лейтенант в Баварската пехотна войска. На 8 февруари 1903 г. той е главен лейтенант и отива в кавалерията. Там става на 27 октомври 1905 г. „ритмайстер“, и майор на 26 октомври 1906 г. От 1908 г. той също е почетен австрийски „ритмайстер“ или майор. По това време той е боксьор. През Първата световна война принц Георг Баварски е офицер на Западния и Източния фронт, получава Железния кръст I. класа и други награди и става полковник.
Георг Баварски се жени на 10 февруари 1912 г. в двореца Шьонбрун във Виена за ерцхерцогиня Изабела Австрийска-Тешен (* 17 ноември 1883, Пресбург; † 6 декември 1973 при Монтрьо, Швейцария), внучка на ерцхерцог Карл Фердинанд Австрийски, дъщеря на ерцхерцог Фридрих Австрийски-Тешен (1856 – 1936) и принцеса Изабела фон Крой-Дюлмен (1856 – 1931). Императорът присъства на сватбата им. Те нямат деца и се разделят още по време на сватбеното им пътешествие. Развеждат се на 17 януари 1913 г. „Св. Стол“ анулира брака им на 5 март 1913 г.
Бившата му съпруга е медицинска сестра през Първата световна война в австрийската войска и се сгодява за хирурга Паул Албрехт (1873 – 1928), но императорът забранява да се омъжи за него. Тя не се омъжва втори път.
Георг започва да следва през 1919 г. теология в Инсбрук и е ръкоположен за свещеник на 21 март 1921 г. Той промовира църковно право в Инсбрук и отива в Рим, където следва и завършва папската академия. Папа Пий XI го прави на 18 ноември 1926 г. папски домашен прелат, 1930 г. домхер/каноник на „Св. Петер“. Пий XI го повишава на 12 ноември 1941 г. на „апостки протонотар“ с титлата „Monsignor“.
Георг Баварски умира на 63 години на 31 май 1943 г. в Рим и е погребан там в германското гробище „Campo Santo Teutonico“, близо до църквата „Св. Петър“. Той остава пари за църквата.

## Деца
Георг Баварски има връзка с Йозефа Цаплеталова (* 26 октомври 1880; † 15 януари 1941), от която има един син:
- Франц Андерс Георг Луитполд Мария Вителсбах Баварски (* 1919; † 24 октомври 1999, Фрайвалдау), неженен.

## Галерия
- Леополд Баварски, Гизела Австрийска и техните деца
- Принц Георг Баварски в австрийска униформа,
 ок. 1908
- Изабела Австрийска-Тешен
- Свещеник Георг Баварски 
(1923)